# Ametsuchi no Uta
Das Ametsuchi no Uta (jap. あめつちの詞, auch: 天地の詞 „Ametsuchi-Lied“) ist ein Pangramm mit den 48 Lautelementen der frühen Klassischjapanischen Sprache, wobei stimmhafte und stimmlose Laute zusammengefasst sind.
Es entstand wie das Iroha und das Taini-Gedicht (たゐにの歌) in der Heian-Zeit im 10. Jahrhundert. Die älteste Fassung des Ametsuchi-Liedes findet sich in der im Jahr 967 kompilierten Privatsammlung des Dichters Minamoto no Shitagō (源順集, Minamoto no Shitagō shū). Das Ametsuchi no Uta zeigt im Gegensatz zum Iroha und Taini-Gedicht mit der zusätzlichen Silbe ye jedoch einen älteren Lautstand, da spätestens um 950 der Zusammenfall der Laute /ye/ und /e/ abgeschlossen war.
Das Ametsuchi ist daher sprachgeschichtlich bedeutsam, weil sich daran die Übernahme der chinesischen Sprache und die Entwicklung der japanischen Schrift ablesen lässt. Am Ametsuchi kann man ersehen, dass sich zum Zeitpunkt seiner Entstehung bereits ein Verständnis vom Lautvorrat der japanischen Sprache bildete, ohne dass die Schrift schon vollständig vom chinesischen Vorbild getrennt war. Das Ametsuchi nimmt eine Zwischenstellung zwischen den Lauttabellen der buddhistischen Praxis und dem später entstandenen Iroha ein. Während die Lauttabellen eine Anordnung der Lautwerte ohne semantischen Bezug darstellen, werden im Ametsuchi die Laute so angeordnet, dass sie sinntragende Worte bilden. Diese Worte bleiben anders als im Iroha nebeneinander stehen. Erst mit dem Iroha findet sich eine Anordnung, in der die Laute nicht nur einzelne sinntragende Wörter bilden, sondern darüber hinaus auch in der Gesamtheit einen Textsinn als Gedicht ergeben.

## Text
Der Text beinhaltet neben den heute nicht mehr verwendeten Kana wi (ゐ) und we (ゑ) auch die in den etwas später entstanden Iroha und Taini-Gedichten nicht mehr vorhandene Silbe ye (枝).
| Kanji                                                                              | Kana | Romaji | Wortbedeutungen |
| ---------------------------------------------------------------------------------- | --- | --- | --- |
| 天 地 星 空 山 川 峰 谷 雲 霧 室 苔 人 犬 上 末 硫黄 猿 生ふせよ 榎の枝を 慣れ居て | あめ つち ほし そら やま かは みね たに くも きり むろ こけ ひと いぬ うへ すゑ ゆわ さる おふせよ えの枝を なれゐて | Ame tsuchi hoshi sora Yama kaha mine tani Kumo kiri muro koke Hito inu uhe suwe Yuwa saru ofu seyo Eno yewo nare wite | Himmel Erde Stern Leere Berg Fluss Gipfel Tal Wolke Nebel Raum Moos Mensch Hund Oben Ende Schwefel Affe wachsen tu! Zürgelbaum gen Zweig akk gewöhnen-an sitzen |

Das Ametsuchi diente zudem als Ordnungsschema thematisch angeordneter Gedichtsammlungen. Dazu wurden sechs Abschnitte mit je acht Waka Gedichten, insgesamt also 48 Waka entsprechend dem Lautvorrat des Ametsuchi, thematisch unter den Überschriften: 春・夏・秋・冬・思・恋 ‚Frühling – Sommer – Herbst – Winter – Gefühl – Liebe‘ zusammengestellt. Die Anfangs- und Endlaute der jeweils in einer Zeile geschriebenen Waka ergibt von oben nach unten gelesen als Akrostichon und Telestichon das Ametsuchi-Lied.
Beispielein Waka je Zeile mit je einem Laut des Ametsuchi-Liedes am Anfang und Ende des Gedichts (im Beispiel: A-me-tsu-chi).
あらさじと　うちかへすらし　をやまだの　なはしろみづに　ぬれてつくるあ

めもはるに　ゆきまもあをく　なりにけり　いまこそのべに　わかなつみてめ

つくばやま　さけるさくらの　にほひをぞ　いりてをらねど　よそながらみつ

ちぐさにも　ほころぶはなの　しげきかな　いづらあをやぎ　ぬひしいとすぢ